# Abu Ahmad al-Kuwayti
Abū Aḥmad al-Kuwaitī, noto anche come Shaykh Abu Ahmed, Arshad Khan e Muhammad Arshad, (Kuwait, 1978 – Abbottabad, 2 maggio 2011), è stato un terrorista e militare pakistano, nato in Kuwait, membro di al-Qāʿida e corriere per conto di Osama bin Laden.

Secondo documenti segreti, al-Kuwaiti sarebbe stato uno dei pochi uomini in cui Osama bin Laden aveva completa fiducia, tanto da fargli dire che era il suo "corriere preferito, nonché braccio destro". 
Ha condiviso la clandestinità del suo capo, vivendo accanto a lui per un buon numero di anni ed è stato ucciso accanto a lui nel corso dell'operazione lancia di Nettuno, l'assalto al rifugio di Osama bin Laden effettuato dal gruppo scelto dei Navy SEAL statunitense nel maggio del 2011.

## Biografia

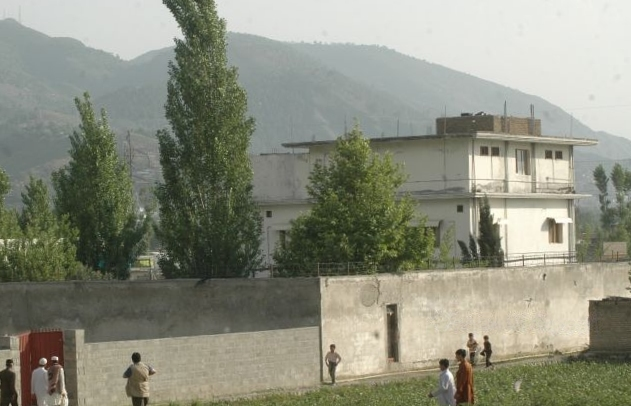
Vista del compound in cui al-Kuwaiti trovò la morte

Al-Kuwaiti era un pakistano Pashtun, nato e cresciuto in Kuwait, che parlava pashtu con accento cittadino e con un buon livello culturale e arabo. Era un protégé di Khalid Shaykh Muhammad e si dice che fosse stato lui a impartire a Karachi l'addestramento informatico agli attentatori dell'11 settembre 2001 al World Trade Center. Al-Kuwaiti fu implicato in quegli attacchi, dopo i quali ricevette assistenza da Ridwan Isam al-Din (di orientamento fondamentalista), che fornì un asilo sicuro a lui e ai suoi più stretti collaboratori nella sua abitazione, in un tranquillo quartiere di Karachi.
Un documento di provenienza dal carcere speciale di Guantánamo, divulgato da WikiLeaks e datato 16 gennaio 2008, rivelava che Abu Ahmad al-Kuwaiti era stato ferito mentre fuggiva da Tora Bora dopo la battaglia colà svoltasi nel dicembre del 2001 e che era poi morto per le ferite alle braccia. Il documento sosteneva che era un operativo di medio livello di al-Qāʿida, che aveva facilitato i movimenti e fornito sicuro rifugio ad alti membri di al-Qāʿida e alle loro famiglie. Parlando sia arabo sia pashtu, al-Kuwaiti era in grado di comunicare e destreggiarsi facilmente tra i membri arabi di al-Qāʿida e gli elementi tribali di etnia Pashtun del Pakistan.
Contraddicendo quanto contenuto nel rapporto, nel 2009 dei funzionari statunitensi, usando informazioni raccolte da detenuti del carcere speciale militare di Guantánamo Bay (in special modo da Hassan Ghul nel 2004), scoprirono che egli viveva ad Abbottabad. Da Ghul, l'intelligence degli Stati Uniti seppe che al-Kuwaiti era anche intimo del successore di Khalid Shaykh Mohammed, ossia Abu Faraj al-Libi. Ghul rivelò inoltre che al-Kuwaiti non veniva visto da diverso tempo, fatto che portò i funzionari statunitensi a sospettare che egli fosse in viaggio con Osama bin Laden.
Al-Kuwaiti venne infine rintracciato a Peshawar da pakistani che lavoravano per la CIA. La National Security Agency intercettò delle chiamate telefoniche fatte dai parenti di Abu Ahmad al-Kuwaiti dal golfo Persico, grazie alle quali riuscì a identificare la dimora a Abbottabad, in cui viveva Abu Ahmad al-Kuwaiti. Nell'agosto del 2010 gli agenti identificarono l'abitazione e, dopo una incessante sorveglianza, si convinsero che lo stesso edificio desse rifugio a un esponente di spicco di al-Qāʿida.

### Latitanza e morte

Compound in cui al-Kuwaiti nascondeva Osama bin Laden e una parte della sua famiglia

Usando fotografie prese da satelliti e relazioni dei servizi d'intelligence, la CIA cercò di identificare gli abitanti del complesso fortificato di Abbottabad. In settembre giunse alla conclusione che il compound "era stato costruito per nascondere una persona importante" ("custom built to hide someone of significance") e che era assai verosimile che Osama bin Laden fosse lì residente. Al-Kuwaiti fu detto identificato come uno dei due uomini alti, barbuti e di carnagione chiara, che sostenevano di essere di etnia Pashtun, noti alla comunità locale per vivere in quella casa e presenziare occasionalmente alle cerimonie funebri del posto.
Ad Abbottabad al-Kuwaiti si faceva chiamare Arshad Khan e suo fratello (o suo cugino) si faceva chiamare Tareq Khan. I due asserivano di essere originari di un villaggio vicino alla cittadina di Charsadda, nella provincia di confine del nord-ovest pakistano, e che dovevano la loro agiatezza alla loro famiglia, proprietaria di un hotel a Dubai, e alla loro attività quali cambiavalute, asserendo inoltre che lo scopo delle alte mura dell'edificio era quello di tenere lontani i nemici, che si erano fatti numerosi con la loro precedente occupazione. Egli era descritto come "un uomo amichevole originario delle aree tribali pakistane".
Abu Ahmad al-Kuwaiti venne ucciso ad Abbottabad il 2 maggio 2011, nel corso dell'Operazione Lancia di Nettuno organizzata dai corpi d'élite del DEVGRU dei Navy SEALs per catturare o uccidere Osama bin Laden.